# 厄夫特巴赫河
51°21′57.16″N 6°57′38.29″E / 51.3658778°N 6.9606361°E
厄夫特巴赫河（德語：Oefter Bach），是德國的河流，位於該國西部，處於北萊茵-威斯特法倫州，屬於魯爾河的左支流，河道全長4.8公里，流域面積11.2平方公里。